# Memoria dichiarativa
La memoria dichiarativa (o memoria esplicita) è un concetto introdotto da Larry Squire nel 1987.
Si tratta di un tipo di memoria accessibile alla consapevolezza che può essere richiamata alla mente verbalmente o non verbalmente. Essa contiene sia le memorie di episodi della vita sia quelle relative al bagaglio generale dell'individuo. Rappresenta il superamento della dicotomia tra memoria semantica ed episodica. Per esempio ricordare una poesia o un numero di telefono a memoria e poterlo rievocare e dichiarare in qualsiasi momento è una classica funzione della memoria dichiarativa. Si contrappone alla memoria procedurale, ovvero la capacità di ricordare come si svolge un compito.
Le persone usano la memoria dichiarativa quotidianamente, come ricordare l'ora di un appuntamento o ricordare un evento di anni fa. La memoria dichiarativa implica il ricordo consapevole, rispetto alla memoria procedurale, o implicita, che è una forma di memoria inconscia, non intenzionale. Ricordare una lezione di guida specifica è un esempio di memoria esplicita, mentre l'abilità di guida migliorata come risultato della lezione è un esempio di memoria implicita o procedurale.
A volte viene fatta la distinzione tra memoria dichiarativa e memoria esplicita. In tali casi, la memoria esplicita si riferisce a qualsiasi tipo di memoria cosciente, e la memoria dichiarativa si riferisce a qualsiasi tipo di memoria che possa essere descritta in parole; tuttavia, se supponiamo che una memoria non possa essere descritta senza essere cosciente e viceversa, i due concetti si sovrappongono.

## Tipologie
La memoria episodica consiste nella memorizzazione e nel ricordo di informazioni osservative associate a specifici eventi della vita. Questi possono essere ricordi che sono accaduti direttamente al soggetto o solo ricordi di eventi accaduti intorno a lui. La memoria episodica consente il "viaggio mentale nel tempo" - ricordando vari dettagli contestuali e situazionali delle precedenti esperienze. Alcuni esempi di memoria episodica includono la memoria di quando si è entrati in una classe specifica per la prima volta, il ricordo di immagazzinare il bagaglio a mano mentre ci si imbarcava su un aereo diretto a una destinazione specifica in un giorno e un'ora specifici, o il ricordo di essere stato avvisato del licenziamento dal lavoro. Il recupero di questi ricordi episodici può essere pensato come l'azione di rivivere mentalmente in dettaglio gli eventi passati che ci riguardano. Si ritiene che la memoria episodica sia il sistema che fornisce il supporto di base per la memoria semantica.
La memoria semantica si riferisce alla conoscenza generale del mondo (fatti, idee, significati e concetti) che può essere articolata ed indipendente dall'esperienza personale. Ciò include la conoscenza del mondo, la conoscenza degli oggetti, la conoscenza della lingua e il priming concettuale. La memoria semantica è distinta dalla memoria episodica, che è il nostro ricordo di esperienze ed eventi specifici che si verificano durante le nostre vite. Ad esempio, la memoria semantica potrebbe contenere informazioni su cosa sia un gatto, mentre la memoria episodica potrebbe contenere una memoria specifica di accarezzare un gatto particolare. Possiamo anche apprendere nuovi concetti applicando le nostre conoscenze apprese in passato. Altri esempi di memoria semantica includono tipi di cibo, città capitali di una regione geografica, o il lessico di un linguaggio comune, così come il vocabolario specifico di una persona.
La memoria autobiografica è definita come un sistema di memoria costituito da episodi raccolti dalla vita di un individuo, basati su una combinazione di ricordi episodici (esperienze personali e oggetti specifici, persone ed eventi vissuti in un determinato momento e luogo) e ricordi semantici (conoscenza generale e fatti sul mondo che ci riguardano direttamente).
La memoria spaziale è la parte della memoria responsabile della registrazione delle informazioni sul proprio ambiente e il suo orientamento spaziale. Ad esempio, è necessaria la memoria spaziale di una persona per spostarsi all'interno di una città familiare, proprio come è necessaria la memoria spaziale di un topo per apprendere la posizione del cibo alla fine di un labirinto. Si sostiene spesso che sia negli uomini che negli animali le memorie spaziali sono riassunte in una mappa cognitiva. La memoria spaziale ha rappresentazioni all'interno della memoria di lavoro, a breve termine e a lungo termine. La ricerca indica che ci sono aree specifiche del cervello associate alla memoria spaziale. Molti metodi sono usati per misurare la memoria spaziale in bambini, adulti e animali.

## Meccanismi cerebrali
Diverse strutture neurali sono coinvolte nella memoria dichiarativa. La maggior parte si trova nel lobo temporale o è strettamente connessa con esso, come l'amigdala, l'ippocampo, la corteccia rinale nel lobo temporale e la corteccia prefrontale. Anche i nuclei nel talamo sono inclusi, poiché molte connessioni tra la corteccia prefrontale e la corteccia temporale passano attraverso il talamo. Le regioni che costituiscono il circuito di memoria dichiarativa ricevono connessioni dalla neocorteccia e dai sistemi del tronco encefalico, inclusi i sistemi di acetilcolina, serotonina e noradrenalina.

### Ippocampo

L'ippocampo evidenziato in rosso

Sebbene molti psicologi credano che l'intero cervello sia coinvolto nella memoria, l'ippocampo e le strutture circostanti sembrano essere particolarmente importanti nella memoria dichiarativa. La capacità di conservare e ricordare le memorie episodiche dipende fortemente dall'ippocampo, mentre la formazione di nuove memorie dichiarative si basa sia sull'ippocampo che sul paraippocampo Altri studi hanno scoperto che la corteccia paraippocampale è correlata alla memoria di riconoscimento superiore.
Il modello a tre stadi è stato sviluppato da Eichenbaum, et. Al (2001), e propone che l'ippocampo svolga tre funzioni rispetto alla memoria episodica:
1. Media la registrazione di ricordi episodici
2. Identifica le caratteristiche comuni tra gli episodi
3. Collega questi episodi comuni in uno spazio di memoria.

Per supportare questo modello, è stata utilizzata una versione del compito dell'inferenza transitiva di Jean Piaget, per dimostrare che l'ippocampo è in effetti utilizzato come spazio di memoria.
Quando si vive un evento per la prima volta, viene creato un collegamento nell'ippocampo che ci consente di ricordare quell'evento in futuro. Vengono inoltre creati collegamenti separati per le funzionalità correlate a quell'evento. Ad esempio, quando si incontra qualcuno di nuovo, viene creato un collegamento univoco per questa persona. Altri link sono quindi collegati a quella persona in modo da poter ricordare di che colore era la sua camicia, come era il tempo quando è stato incontrato, ecc. Gli episodi specifici sono resi più facili da ricordare esponendosi ripetutamente a essi (il che rafforza il collegamenti nello spazio di memoria), consentendo un recupero più rapido.
Le cellule dell'ippocampo (i neuroni) vengono attivate a seconda delle informazioni a cui si è esposti in quel momento. Alcune cellule sono specifiche per informazioni spaziali, determinati stimoli (odori, ecc.) o comportamenti, come è stato mostrato nel Radial Maze Task. È quindi l'ippocampo che ci consente di riconoscere determinate situazioni, ambienti, ecc. come distinti o simili agli altri. Tuttavia, il modello a tre stadi non incorpora l'importanza di altre strutture corticali per la memoria.
L'anatomia dell'ippocampo è notevolmente simile tra i mammiferi, e il ruolo di queste aree nella memoria dichiarativa è conservato anche tra le specie. L'organizzazione e le vie neurali dell'ippocampo sono molto simili negli esseri umani e in altre specie di mammiferi. 
I risultati di un esperimento di Davachi, Mitchell e Wagner (2003) e numerosi studi successivi (Davachi, 2006) mostrano che l'attivazione nell'ippocampo durante la codifica è correlata alla capacità di un soggetto di ricordare eventi precedenti o successive memorie relazionali.

### Corteccia prefrontale
La corteccia prefrontale laterale (PFC) è essenziale per ricordare i dettagli contestuali di un'esperienza piuttosto che per la formazione della memoria. La PFC è anche più coinvolta nella memoria episodica che nella memoria semantica, sebbene abbia un ruolo secondario in quest'ultima.
Utilizzando gli studi PET e gli stimoli verbali, Endel Tulving ha scoperto che il ricordo è un processo automatico. È anche ben documentato che nella PFC si verifica un'asimmetria emisferica: quando si codificano le memorie, viene attivata la PFC Dorsolaterale sinistra (LPFC), mentre quando si recuperano le memorie, l'attivazione si vede nella PFC Dorsolaterale destra (RPFC)
Gli studi hanno anche dimostrato che la PFC è estremamente coinvolta nella coscienza autonoetica (vedi la teoria di Tulving). Essa è responsabile delle esperienze di richiamo alla memoria e delle abilità di "viaggio nel tempo mentale" (caratteristiche della memoria episodica).

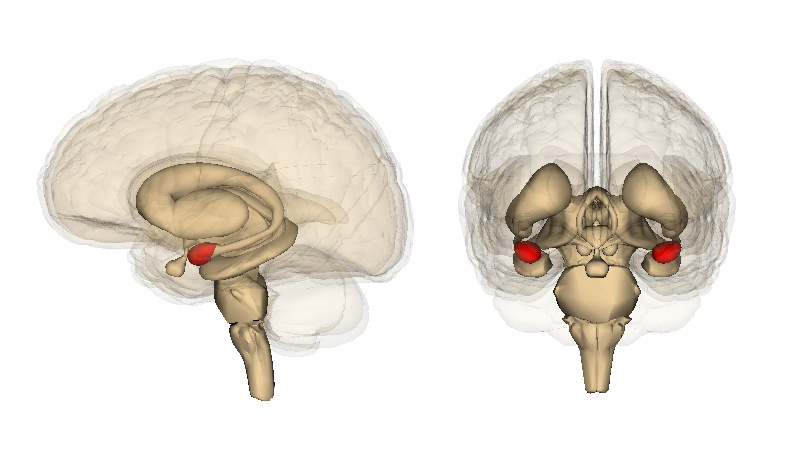
L'amigdala evidenziata in rosso

### Amigdala
Si crede che l'amigdala sia coinvolta nella codifica e nel recupero di ricordi carichi di emozioni. Gran parte delle prove per questo dato provengono dalla ricerca su un fenomeno noto come memorie flash, ovvero i casi in cui i ricordi di eventi emotivamente potenti sono più dettagliati e duraturi rispetto ai ricordi regolari (ad esempio attacchi dell'11 settembre, rapimento Moro). Questi ricordi sono stati collegati a una maggiore attivazione nell'amigdala. Recenti studi su pazienti con danno all'amigdala suggeriscono che essa è implicata nella memoria per conoscenza generale piuttosto che per informazioni specifiche.

### Altre strutture coinvolte
Le regioni del diencefalo hanno mostrato l'attivazione cerebrale quando viene recuperata una memoria remota e il lobo occipitale, il lobo temporale ventrale e il giro fusiforme svolgono tutti un ruolo nella formazione della memoria.

## Sonno
Si ritiene che il sonno abbia un ruolo attivo nel consolidamento della memoria dichiarativa. Ad esempio, è stato suggerito che il meccanismo centrale per il consolidamento della memoria dichiarativa durante il sonno sia la riattivazione delle rappresentazioni della memoria ippocampale. Questa riattivazione trasferisce informazioni a reti neocorticali dove è integrata in rappresentazioni a lungo termine. Gli studi sui ratti che hanno coinvolto l'apprendimento del percorso in un labirinto, hanno scoperto che le aggregazioni neuronali ippocampali utilizzate nella codifica delle informazioni spaziali, vengono riattivate nello stesso ordine temporale. Allo stesso modo, la tomografia ad emissione di positroni (PET) ha mostrato la riattivazione dell'ippocampo nel sonno a onde lente (SWS) dopo l'apprendimento spaziale. Insieme, questi studi mostrano che i ricordi appena acquisiti vengono riattivati durante il sonno e attraverso questo processo vengono consolidate nuove tracce di memoria. Inoltre, i ricercatori hanno identificato tre tipi di sonno (SWS, fusi del sonno e REM) in cui la memoria dichiarativa è consolidata.
Il sonno a onde lente, spesso definito sonno profondo, svolge il ruolo più importante nel consolidamento della memoria dichiarativa e vi è una grande quantità di prove a sostegno di questa affermazione. Uno studio ha rilevato che le prime 3,5 ore di sonno offrono il massimo miglioramento delle prestazioni nelle attività di richiamo della memoria, perché le prime due ore sono dominate dallo SWS. Le ore di sonno aggiuntive non aumentano il livello iniziale di prestazioni. Quindi questo studio suggerisce che il sonno completo potrebbe non essere importante per prestazioni ottimali della memoria. Un altro studio mostra che le persone che hanno sperimentato lo SWS durante la prima metà del loro ciclo del sonno rispetto ai soggetti che non l'hanno fatto, hanno mostrato un migliore richiamo delle informazioni. Tuttavia, questo non è il caso per i soggetti che sono stati testati per la seconda metà del loro ciclo del sonno, in quanto sperimentano meno SWS.
Un altro elemento chiave del coinvolgimento dello SWS nel consolidamento della memoria dichiarativa, è la scoperta che le persone con condizioni patologiche del sonno, come l'insonnia, mostrano sia una riduzione del sonno a onde lente che una riduzione del consolidamento della memoria dichiarativa durante il sonno. Un altro studio ha rilevato che le persone di mezza età rispetto ai giovani avevano un recupero peggiore dei ricordi. Questo dato è dovuto probabilmente al fatto che con il passare dell'età la quantità di sonno SWS si riduce, piuttosto che all'età stessa.
Alcuni ricercatori suggeriscono che il fuso del sonno, una raffica di attività cerebrale che si verifica durante il sonno della fase 2, svolge un ruolo nell'incremento del consolidamento delle memorie dichiarative. I critici sottolineano che l'attività del fuso è correlata positivamente con l'intelligenza. Al contrario, Schabus e Gruber sottolineano che l'attività del fuso di sonno modifica solo le prestazioni sui ricordi appena appresi, e non le prestazioni assolute. Ciò supporta l'ipotesi che il fuso del sonno aiuti a consolidare le tracce recenti della memoria ma non le prestazioni della memoria in generale. Tuttavia, la relazione tra i fusi del sonno e il consolidamento della memoria dichiarativa non è stata ancora completamente compresa.
Esiste un corpus di prove relativamente piccolo che supporta l'idea che il sonno REM aiuti a consolidare ricordi dichiarativi emotivamente connotati. Ad esempio Wagner, et al. hanno confrontato la conservazione della memoria per un testo emotivamente rilevante rispetto a uno neutrale in due casi: sonno precoce, dominato da SWS, e sonno avanzato, dominato dalla fase REM. Questo studio ha rilevato che il sonno ha migliorato la conservazione della memoria del testo emotivo solo durante la fase tarda del sonno, che è principalmente REM. Allo stesso modo, Hu, Stylos-Allen, et al. hanno eseguito uno studio con immagini emotive e neutre e hanno concluso che il sonno REM facilita il consolidamento delle memorie dichiarative emotivamente connotate.
L'opinione che il sonno abbia un ruolo attivo nel consolidamento della memoria dichiarativa non è condivisa da tutti i ricercatori. Per esempio Ellenbogen et al. sostengono che il sonno semplicemente protegge la memoria dichiarativa dall'interferenza di altri stimoli. Inoltre, Wixted ritiene che il solo ruolo del sonno nel consolidamento della memoria dichiarativa non sia altro che il creare le condizioni ideali per il consolidamento della memoria. Ad esempio, quando sono sveglie, le persone sono bombardate da attività mentali che interferiscono con un consolidamento efficace. Tuttavia, durante il sonno, quando l'interferenza è minima, i ricordi possono essere consolidati senza interferenze associative. Sono necessarie ulteriori ricerche per affermare in modo definitivo se il sonno semplicemente crei condizioni favorevoli per il consolidamento, o migliori attivamente il consolidamento della memoria dichiarativa.

## Patologie

### Trauma cranico
Mentre il cervello umano è sicuramente considerato per la sua plasticità, ci sono alcune prove che mostrano che il trauma cranico (TBI) nei bambini piccoli può avere effetti negativi sulla memoria dichiarativa. I ricercatori hanno esaminato i bambini con TBI nella prima infanzia e nella tarda infanzia. I risultati hanno mostrato che i bambini con TBI grave nella tarda infanzia hanno problemi di memoria dichiarativa mentre continuano a mantenere la formazione implicita della memoria, mentre i bambini con TBI grave nella prima infanzia hanno la possibilità di avere alterata sia la memoria esplicita che la memoria implicita. Se i bambini con grave trauma cranico sono a rischio di compromettere la memoria dichiarativa, le probabilità di una memoria compromessa negli adulti con trauma cranico grave sono molto maggiori.

### Malattia di Alzheimer
La malattia di Alzheimer ha un profondo effetto sulla memoria dichiarativa. Un lieve deterioramento cognitivo è un sintomo precoce della malattia. Le persone con condizioni di memoria compromessa ricevono spesso un addestramento cognitivo; quando è stata utilizzata una fMRI per visualizzare l'attività cerebrale dopo l'addestramento, è stata rilevata una maggiore attivazione in vari sistemi neurali coinvolti nella memoria dichiarativa. Le persone con la malattia di Alzheimer hanno inoltre problemi nell'apprendere nuovi compiti; tuttavia, se l'attività viene presentata ripetutamente, possono apprendere e conservare alcune nuove conoscenze dell'attività. Questo effetto è più evidente se l'informazione è familiare. La persona con l'Alzheimer deve anche essere guidata attraverso il compito per impedirgli di commettere errori. L'Alzheimer ha anche un effetto sulla memoria spaziale dichiarativa. Ciò significa che le persone con l'Alzheimer hanno difficoltà a ricordare dove sono collocati gli oggetti in ambienti non familiari. L'ippocampo ha dimostrato di giocare un ruolo attivo nella memoria semantica ed episodica. Gli effetti del morbo di Alzheimer sono evidenti nella componente episodica della memoria dichiarativa, e questo può portare a problemi di comunicazione. È stato condotto uno studio in cui è stato chiesto ai malati di Alzheimer di indicare una varietà di oggetti appartenenti a periodi diversi, e i risultati hanno mostrato che la loro capacità di nominare l'oggetto dipendeva dalla frequenza di utilizzo dello stesso e dal momento in cui l'oggetto è stato acquisito in memoria per la prima volta. Questo effetto sulla memoria semantica ha anche un effetto su musica e toni: i malati di Alzheimer hanno difficoltà a distinguere tra diverse melodie che non hanno mai sentito prima. Le persone con Alzheimer hanno anche problemi con la raffigurazione di eventi futuri, e ciò è dovuto probabilmente a un deficit nel pensiero episodico del futuro.